# Неофіційний чемпіонат світу з футболу
Неофіці́йний чемпіона́т сві́ту з футбо́лу (англ. Unofficial Football World Championships, скор. UFWC) — спосіб визначення найкращої футбольної збірної у світі, що використовує систему, схожу з тією, яка використовується у професійному боксі чи до недавнього часу — у шахах.
Спочатку ідея надходила від деяких уболівальників Шотландії, які жартома стверджували, що, оскільки їхня збірна обіграла Англію (яка, у свою чергу, перемогла на чемпіонаті світу 1966) на British Home Championship 15 квітня 1967, що стало першою поразкою Англії після їхнього тріумфу на чемпіонаті світу, то вона є неофіційним чемпіоном світу.
Багато років по тому був створений вебсайт, на якому були опубліковані результати цього віртуального змагання. Вебсайт був висвітлений у відомому футбольному журналі «FourFourTwo», що привернуло до неофіційного титулу додатковий інтерес.
Ця ідея не санкціонована ФІФА і при цьому не має будь-якої офіційної підтримки.

## Історія

### Перші роки
Перший міжнародний матч не дозволив встановити ім'я чемпіона. Суперечка Англії та Шотландії, що відбулася 30 листопада 1872 в Гамілтон Крессент (Hamilton Crescent), завершилась нульовою нічиєю. Питання про неофіційного чемпіона світу, таким чином, залишалося відкритим, поки ті ж команди не зустрілися знову. Цього разу зустріч проходила в «Овал Kennington» (The Oval) 8 березня 1873. Англія перемогла 4:2 і стала неофіційним чемпіоном світу з футболу. Уельс приєднався до боротьби 1876 року, Ірландія — 1882. Чемпіонами ставали тільки команди Шотландії та Англії; так тривало до березня 1903, коли Ірландія перемогла Шотландію 2:0. Уельс уперше виграв титул в березні 1907, перемігши Шотландію 1:0.
Шотландія повернула собі звання наступного року. Шотландія, на відміну від Англії, не проводила міжнародних матчів і зберегла, таким чином, звання чемпіона. До кінця 1909 року Англія взяла титул і вперше захистила його в матчі зі збірною, що не є представником Британських островів.
Згідно з розподілом, Ірландія повинна була виступати на змаганнях як Північна Ірландія з 1923 року. Команда вперше отримала звання чемпіона в 1927, перемігши Англію 2:0.
Жодна з команд островів (Англія, Уельс, Шотландія, Північна Ірландія) не брала участь у 1930, 1934 і 1938 в чемпіонатах світу, що не дозволило титулу виїхати за кордон; Перша та Друга світові війни також перешкоджали подальшому процесу глобалізації футболу.

### 1930-ті-2000
1931 року титул вперше покинув межі Британських островів — Австрія 16 травня розгромила у Відні англійців — 5:0. Однак не минуло й чотирьох місяців, як титул знову повернувся на острови. І лише 1950 року, коли збірна Англії знову повернула собі титул, вона вирішила вирушити на Чемпіонат світу до Бразилії, де програла збірній США титул неофіційного чемпіона. Цей титул був першим для американських збірних, які й розігрували його між собою протягом наступних 16 років, за винятком одного року.
За цей час володарем титулу побувала збірна Нідерландських Антильських островів, яка вибила Мексику з рахунком 2:1 — у матчі чемпіонату КОНКАКАФ. Вона стала збірною, котра володіла титулом найменший час. Звання повернулося до Європи 1966 року — під час проведення чемпіонату світу. Титул здобула збірна СРСР. Так сталося, що в матчі Англії проти Шотландії 1967 року, який і дав ідею про неофіційний чемпіонат світу з футболу, і вирішувалася доля цього звання. Титул залишався в Європі до 1978, потім він перейшов до Аргентини на чемпіонаті світу 1978. Потім титул залишався в Південній Америці до ЧС-1982, де Перу програла Польщі. Звання пробуло в Європі протягом наступних десяти років, за винятком одного року, коли воно перейшло до Аргентини.
1992 року титул повернувся до США, потім протягом одного матчу ним володіла Австралія. Потім звання пройшло через кілька південноамериканських націй, знову в Європу; нарешті, першим азійським володарем стала Південна Корея. Від Кореї звання перейшло до Югославії. Так, титул залишався в Європі до березня 1998, коли Німеччина втратила титул в товариському матчі зі збірною Бразилії. Аргентина, у свою чергу, перемогла Бразилію та потрапила на чемпіонат світу 1998 як неофіційний чемпіон світу.
Франція повторила результат Аргентини 1978 року, взявши титул на домашньому чемпіонаті світу, перемігши Бразилію. Англія взяла титул останній раз 2000 року на чемпіонаті Європи. Франція та Іспанія володіли титулом перед тим, як Нідерланди виграли звання в березні 2002. Оскільки вони не кваліфікувалися на ЧС-2002, титул не розігрувався на офіційному чемпіонаті світу. Нідерланди зберегли звання до 10 вересня 2003, коли вони програли 1:3 Чехії.

### Повна глобалізація
Чехи захистили свій титул кілька разів перед втратою його в матчі з Ірландією в товариському матчі. Потім звання вперше дісталося африканській нації — воно перейшло до Нігерії. Ангола виграла та утримувала звання в кінці 2004 — на початку 2005. Тоді вона програла збірній Зімбабве, яка володіла ним протягом шести місяців, поки Нігерія не повернула його собі в жовтні 2005. Нігерію перемогла Румунія, яка сама втратила титул у матчі з Уругваєм. Очікувалося, що Уругвай має всі шанси, щоб утримувати звання з 2004 року, але вони не змогли кваліфікуватися на чемпіонат світу 2006; це означало, що другий раз поспіль титул неофіційного чемпіона світу не буде розігруватись на офіційному чемпіонаті.

### Повернення до Європи
Титул повернувся до Європи завдяки Грузії 15 листопада 2006. Вони втратили звання в матчі проти команди, яка є абсолютним рекордсменом серед неофіційних чемпіонів світу з футболу — Шотландії — 24 березня 2007. Таким чином, Шотландія через майже сорок років повернула собі титул; останній раз вона отримала його в грі проти Англії на Вемблі, який і надихнув на створення саме UFWC. Вже через чотири дні Шотландія поступилася званням учасникам чемпіонату світу — Італії, і звання пройшло через Угорщину, Туреччину, Грецію та Нідерланди, перш ніж його отримала Іспанія у фіналі Чемпіонату світу 2010.

### Післяєвропейська ера
7 вересня 2010 року в товариському матчі проти збірної Аргентини на стадіоні Монументаль Рівер Плейт (Буенос-Айрес, Аргентина) збірна Іспанії програла неофіційне чемпіонство, віддавши його аргентинцям. За місяць, 8 жовтня, відбувся товариський матч між Аргентиною та Японією, у якому латиноамериканці втратили титул на Сайтама Стедіум.

## Правила
- Перша команда, що виграла міжнародний матч вважається першим чемпіоном світу з футболу
- Наступний матч, в якому бере участь ця команда, вважається титульним матчем (матчем за звання чемпіона)
- Переможець титульного матчу стає чемпіоном
- Додатковий час і пенальті враховуються
- У випадку нічиєї поточний володар зберігає свій титул
- Звання передається будь-якій збірній, що входить у ФІФА
- Титульні матчі проводяться за правилами, встановленими для проведення даних матчів